# 박인환 (시인)
박인환(朴寅煥, 1926년 8월 15일 ~ 1956년 3월 20일)은 대한민국 1950년대의 대표적인 모더니즘 시인이다.

## 생애
1926년 강원도 인제에서 출생하였고 경성제일고보를 거쳐 평양의전을 중퇴하였다. 1946년 〈거리〉를 발표하여 등단하였다. 광복 후 서울에서 서점을 경영하였고, 1947년부터 경향신문 기자로 미국을 시찰하였다. 1949년 동인그룹 '후반기'를 발족하여 활동하였다. 1949년 5인 합동시집 《새로운 도시와 시민들의 합창》을 발간하여 본격적인 모더니즘의 기수로 주목받았다. 1955년 《박인환 시선집》을 간행하였고 1956년 소설가 이상의 기일때 4일 동안 폭음한 것이 급성 알콜성 심장마비로 이어져 자택에서 사망하였다(향년 29세). 묘소는 망우리 공동묘지에 있다. 1976년에 시집 《목마와 숙녀》가 간행되었다.

## 작품 경향
후반기 동인으로 모더니즘 경향의 작품을 발표하면서도 자신만의 도시적인 비애와 인생파적인 고뇌를 그려내고 있다.

## 작품
- 〈목마와 숙녀〉
- 〈세월이 가면〉
- <검은 강>
- <고향에 가서>
- <장미와 꽃>

## 같이 보기
- 박인환문학관
- 박인환 문학상
- 박인환상

## 참고 자료
- 이 문서에는 다음커뮤니케이션(현 카카오)에서 GFDL 또는 CC-SA 라이선스로 배포한 글로벌 세계대백과사전의 내용을 기초로 작성된 글이 포함되어 있습니다.